# Rendszertan
A rendszertan, tágabb értelemben és idegen szóval taxonómia (a görög ταξινομία (taxinomia) és a görög taxis = rend és nomos = törvény) elnevezés vagy a dolgok hierarchikus osztályozására vonatkozik, vagy az osztályozás alapjául szolgáló elvekre. Szinte mindent, élő dolgokat, élettelen tárgyakat, helyeket és eseményeket lehet valamilyen osztályozási keretben rendszerezni. A konkrét osztályozási kereteket és azok alapját a kategorizálási módszerek adják.
Matematikai értelemben a taxonómia a dolgok egy halmazának faszerkezetű osztálybesorolásai vagy kategorizálása. A szerkezet csúcsán egy osztály van, a csúcs alá besorolt minden dologra a csúcson lévő osztály tulajdonsága érvényes. E gyökér vagy csúcs “alatt” lévő besorolások olyan konkrétabb kategóriák, amelyek az összes halmaz alhalmazaira vonatkoznak. Például Linnének az élőlényekről készített osztályozásában a csúcson maga az „élőlény” (vagy organizmus) van, és ez alá tartozik értelemszerűen az élőlények összes faja.
Rendszertan még a fordítása az angol systematics (system -atics, az inform – informatics mintájára) szónak, amely nem az élőlények rendszertana, hanem annál tágabb merítésű, és így a taxonómiával rokon kifejezés.
Minden tudomány felfogható a tárgyát alkotó dolgok halmazáról szóló ismeretgyűjteménynek. A konkrét terület által leltárba vett, elnevezett és rendszerezett dolgok listáját nomeklatúrának (nevezéktannak) nevezzük.